# Гау-Вайнгайм
Ґау-Вайнгайм (нім. Gau-Weinheim) — громада в Німеччині, розташована в землі Рейнланд-Пфальц. Входить до складу району Альцай-Вормс. Складова частина об'єднання громад Веррштадт.
Площа — 3,91 км2. Населення становить 602 ос. (станом на 31 грудня 2020).